# Erepsia insignis
Erepsia insignis är en isörtsväxtart som först beskrevs av Rudolf Schlechter, och fick sitt nu gällande namn av Schwant. Erepsia insignis ingår i släktet Erepsia och familjen isörtsväxter. Inga underarter finns listade i Catalogue of Life.